# Маринко Кресоја
Маринко Кресоја (Пркоси код Петровца, 1955) пензионисани je генерал српске полиције, доктор правних наука, универзитетски професор, стручњак за безбједност и џудиста.

## Животопис
Маринко Кресоја је рођен 1955. године на Пркосима код Петровца. Завршио је Средњу школу унутрашњих послова „Пане Ђукић Лимар“ у Новом Саду (у Сремској Каменици) 1974. године. Након средње школе завршио је Факултет безбедности. Докторирао је у области правних наука. Каријеру је почео као милиционер позорник. Радио је у СУП-у у Суботици, одакле је премјештен за начелника полиције у СУП-у у Новом Саду. Обављао је и дужност начелника одјељења унутрашњих послова, као и дужност помоћника начелника Ресора јавне безбједности АП Војводине. Напредовао је до чина генерал-мајора. Године 2001. био је предложен за начелника Ресора јавне безбједности МУП-а Србије. Посао наставника у Средњој школи унутрашњих послова у Новом Саду обављао је од 2001. до 2006. године. Пензионисан је 30. јуна 2006. године.
Након пензионисања, обавља дужност директора обезбјеђења ОТП банке у Србији. Такође ради као предметни професор Криминалистике на универзитету у Брчком.
Током каријере успјешно се бавио и џудоом. Још као младог такмичара примијетио га је чувени џудиста Вук Рашовић. Спортску каријеру почео је у џудо клубу у Смедереву. Године 1988. био је тренер у Џудо клубу Младост из Бечеја, којег је увео у Војвођанску лигу, а обављао је и дужност предсједника Џудо клуба Милиционар.
Члан је Међународне полицијске асоцијације и Удружења за банкарство, осигурање и друге финансијске институције.